# 田長模

田長模（1918年2月21日—1994年3月19日)， 湖北武昌人，1967年~1978年期间任國立臺灣科學教育館第三任館長。

## 生平
- 國立清華大學機械工程系畢業，即逢對日抗戰爆發，激於愛國熱忱，遂投筆從戎，進入空軍機械學校高級班第三期，研習航空工程，冀以現身國防工業為直接報國之途。歷任空軍機件製造廠廠長，空軍第三供應處處長，空軍一供處區部副指揮官及國防部軍事工程局副局長等要職，民國五十一年以上校官階榮退。
- 解甲後，即轉入文教界，歷任國立成功大學工商管理系教授兼系主任、[2]國立清華大學，國立台灣大學，[3]國立政治大學，[4]國立工業技術學院[5][6]及中正理工學院等院校科系暨研究所教授，主授工業管理等課程，以闡揚工業工程與管理科學，促進台灣工業之發展與進步。重要著作有作業研究學、系統分析、生產系統與管理等書刊行於世。一度轉任國立台灣科學教育館館長，[7]亦多創新之建樹，承蒙教育部嘉獎。
- 民國六十二年，復聯合教育即企業界人士，發起成立中華民國管理科學學會，並歷任第一二屆常務理事兼總幹事，[8]民國八十年被中國工業工程學會理事會推舉為理事長。[9]於1994年3月19日逝世，享年76歲。